# Top Channel
Top Channel är en kommersiell TV-kanal baserad i Tirana i Albanien. Kanalen grundades år 2001 av mediemogulen Dritan Hoxha och är en del av Top Media Group. År 2009 blev kanalen den första i Albanien att bli tillgänglig att ses i 16:9 widescreen HD-TV för utvalda program. Sedan september år 2003 har kanalen varit tillgänglig att se över hela Europa genom satelliten DigitAlb och i Nordamerika genom Home2US. Kanalen är även tillgänglig genom IPTV i Europa och Nordamerika och genom lokal kabel-TV i Schweiz. Top Channel bildar en del av Top Media Group tillsammans med Top Albania Radio, Top Gold Radio, dagliga nyhetsmagasinet Shqip Magazine, en del av TV-plattformen DigitAlb, Top News, VGA Studio, My Music Radio, musicAL och Imperial Cinemas.

## Program
Top Channels program inkluderar ett utbud av mest förinspelade program, nyheter, sociala och ekonomiska program samt nöjesprogram (filmer, sport med mera). Schemalagda inrikes och utrikes program inkluderar:

### HDTV-program
| Originalnamn         | Format        |
| -------------------- | ------------- |
| Portokalli           | Sitcom        |
| Big Brother Albania  | Reality       |
| E diell              | Söndagsshow   |
| 100 milionë          | Frågesport    |
| Top Fest             | Musikfestival |
| The Voice of Albania | Musiktävling  |
| 1001 pse             | Barnprogram   |

### Nationella produktioner
| Originalnamn             | Format             |
| ------------------------ | ------------------ |
| Fiks fare                |                    |
| Exclusive                | Utredningsprogram  |
| Shqip                    | Aktuella händelser |
| E diell                  | Söndagsshow        |
| Pasdite ne Top Channel   | Talkshow           |
| Top Show                 | Talkshow           |
| Portokalli               | Stå-upp komedi     |
| Deja vu                  | Talkshow           |
| Top Story                | Politiskt magasin  |
| Newsroom                 | Nyhetsmagasin      |
| Wake up                  | Morgonprogram      |
| Select                   | Ungdomsmagasin     |
| Procesi sportiv          | Sportmagsin        |
| Big Brother Albania      | Reality            |
| Pop Channel              | Nyhets-satirshow   |
| Albanians Got Talent     | Talangprogram      |
| Albania's Next Top Model | Reality            |
| 100 milionë              | Frågesport         |
| The Voice of Albania     | Talangprogram      |
| 1001 Pse                 | Barnprogram        |

### Utrikes produktioner
| Originalnamn                     | Albansk titel                   | Ursprung       |
| -------------------------------- | ------------------------------- | -------------- |
| Smallville                       | Smallville                      | USA            |
| Sopranos                         | Sopranot                        | USA            |
| Friends                          | Friends                         | USA            |
| 24                               | 24 orë                          | USA            |
| Lost                             | Të humbur                       | USA            |
| Desperate Housewives             | Shtëpiake të dëshpëruara        | USA            |
| El Rostro de Analia              | Fytyra e Analias                | USA            |
| Teenage Mutant Ninja Turtles     | Breshkat Adoleshente Ninxha     | USA            |
| SpongeBob SquarePants            | SpongeBob SquarePants           | USA            |
| Centovetrine                     | 100 vitrinat                    | Italien        |
| Squadra Antimafia-Palermo oggi 1 | Skuadra antimafia-Palermo sot 1 | Italien        |
| Attacco Allo Stato               | Shënjestër politike             | Italien        |
| Paraiso Tropical                 | Parajsë tropikale               | Brasilien      |
| Footballer's Wives               | Gratë e Futbollistëve           | Storbritannien |